# یواس‌اس هاورس (دی‌دی-۵۹۲)
یواس‌اس هاورس (دی‌دی-۵۹۲) (به انگلیسی: USS Howorth (DD-592)) یک کشتی بود که طول آن ۳۷۶ فوت ۵ اینچ (۱۱۴٫۷۳ متر) بود. این کشتی در سال ۱۹۴۳ ساخته شد.